# Función φ de Euler

Los primeros mil valores de.

La función φ de Euler (también llamada función totiente) es una  función importante en teoría de números. Si n es un número entero positivo, entonces φ(n) se define como la cantidad de enteros positivos menores a n y coprimos con n, es decir, formalmente se puede definir como:
{\displaystyle \varphi (n)=|\{m\in \mathbb {N} \ |\ m\leq n\ \land \ \mathrm {mcd} (m,n)=1\}|}
donde |·| significa la cardinalidad del conjunto descrito.
Otra forma de definir el totiente de un número natural n es indicar que es la cantidad de números enteros positivos menores que n tales que el máximo común divisor con respecto a n es igual a 1.
La función φ es importante principalmente porque proporciona el tamaño del grupo multiplicativo de enteros módulo n. Más precisamente, {\displaystyle \varphi (n)} es el orden del grupo de unidades del anillo {\displaystyle \mathbb {Z} /n\mathbb {Z} }. En efecto, junto con el teorema de Lagrange de los posibles tamaños de subgrupos de un grupo, proporciona una demostración del teorema de Euler que dice que {\displaystyle a^{\varphi (n)}\equiv 1{\pmod {n}}} para todo a coprimo con n. La función φ juega también un papel clave en la definición del sistema de cifrado RSA.

## Historia, terminología y notación
Leonhard Euler introdujo la función en 1763. Sin embargo, en ese momento no eligió ningún símbolo específico para denotarla. En una publicación de 1784, Euler estudió de nuevo la función más a fondo, eligiendo la letra griega π para denotarla: escribió πD para "la multitud de números menores que D, y que no tienen un divisor común con él". Esta definición varía de la definición actual de la función totiente en D = 1 pero, por lo demás, es la misma. La notación ahora estándar φ(A) proviene del tratado de Carl Friedrich Gauss de 1801 Disquisitiones arithmeticae, aunque Gauss no usó paréntesis alrededor del argumento y escribió φA. Por lo tanto, a menudo se la llama función phi de Euler o simplemente función phi.
En 1879, J. J. Sylvester acuñó el término totiente para esta función, por lo que también se la conoce como función totiente de Euler, totiente de Euler, o el totiente de Euler. El totiente de Jordan es una generalización de la idea de Euler.
El cototiente de {\displaystyle n}  se define como  {\displaystyle n-\varphi (n)}.  Cuenta el número de enteros positivos menores o iguales a  {\displaystyle n}  que tienen al menos un factor primo en común con  {\displaystyle n}.

## Primeras propiedades y cálculo de la función
Se sigue de la definición que  {\displaystyle \varphi (1)=1}, pues el elemento  {\displaystyle 1}  sólo puede ser coprimo consigo mismo. Para otros números se cumple que:
1. {\displaystyle \varphi (p)=p-1}  si  {\displaystyle p}  es primo.
2. {\displaystyle \varphi (p^{k})=(p-1)p^{k-1}}  si  {\displaystyle p}  es primo  y  {\displaystyle k}  es un número natural.
3. {\displaystyle \varphi } es una función multiplicativa: si {\displaystyle m} y {\displaystyle n} son coprimos, entonces {\displaystyle \varphi (mn)=\varphi (m)\varphi (n)}.

La primera propiedad se demuestra fácilmente, porque un número primo es coprimo con todos sus números anteriores. Y, por tanto, existen  {\displaystyle p-1}  elementos coprimos con  {\displaystyle p}. En otras palabras, como  {\displaystyle p}  es primo sólo tendrá de divisores a sí mismo y a la unidad, la cual está presente en los  {\displaystyle p-1}  números anteriores a  {\displaystyle p}.
Para la segunda propiedad, debemos observar que si  {\displaystyle p}  es primo sólo sus múltiplos  {\displaystyle np}  menores o iguales que  {\displaystyle p^{k}}  presentan un común divisor con  {\displaystyle p^{k}}  distinto de uno. Esto es,  {\displaystyle 1p,\ 2p,\ 3p,\ ...,\ (p^{k-1})p}  son los únicos números  {\displaystyle m}  tales que  {\displaystyle \mathrm {mcd} (p^{k},m)\neq 1}. Como en total hay {\displaystyle p^{k-1}} números que satisfacen esta propiedad, el resto de números entre  {\displaystyle 1}  y  {\displaystyle p^{k}}  sólo tienen a  {\displaystyle 1}  como divisor común con  {\displaystyle p^{k}}. Esto es,  {\displaystyle \varphi (p^{k})=p^{k}-p^{k-1}=(p-1)p^{k-1}}. (Nótese que esta segunda propiedad se cumple porque  {\displaystyle p}  es primo. En efecto, si hubiera un  {\displaystyle m\neq np},  {\displaystyle m\geq 2}  tal que  {\displaystyle \mathrm {mcd} (p^{k},m)=a\neq 1}, entonces  {\displaystyle a}  sería divisor de  {\displaystyle p^{k}=p\cdot p\ ...\ p}  ({\displaystyle k}  veces); es decir,  {\displaystyle a}  sería una potencia (y por consiguiente múltiplo) de  {\displaystyle p}, contradiciendo la suposición inicial  {\displaystyle m\neq np}).
Para demostrar la tercera propiedad, sean  {\displaystyle A},  {\displaystyle B},  {\displaystyle C}  los conjuntos de enteros positivos que son coprimos y menores que  {\displaystyle m},  {\displaystyle n},  {\displaystyle mn}  respectivamente ( entonces  {\displaystyle |A|=\varphi (m)},  {\displaystyle |B|=\varphi (n)}   y   {\displaystyle |C|=\varphi (mn)} ).  Luego, por el Teorema Chino del Resto existe una biyección entre  {\displaystyle C}  y  {\displaystyle A\times B},  lo que implica que  {\displaystyle \varphi (mn)=\varphi (m)\varphi (n)}.
Con esto, el valor de  {\displaystyle \varphi (n)}  puede calcularse empleando el Teorema Fundamental de la Aritmética: si
{\displaystyle n=p_{1}^{k_{1}}\cdots p_{r}^{k_{r}}}
donde los pj son números primos distintos, entonces
{\displaystyle \varphi (n)=(p_{1}-1)p_{1}^{k_{1}-1}\cdots (p_{r}-1)p_{r}^{k_{r}-1}.}
Esta fórmula puede reescribirse de la siguiente manera (conocida como la Fórmula de Producto de Euler):
{\displaystyle \varphi (n)=n\prod _{p|n}\left(1-{\frac {1}{p}}\right)}
donde los  {\displaystyle p}  son los distintos primos que dividen a  {\displaystyle n}.

### Ejemplo de cálculo
{\displaystyle \varphi (36)=\varphi \left(3^{2}2^{2}\right)=36\left(1-{\frac {1}{3}}\right)\left(1-{\frac {1}{2}}\right)=36\cdot {\frac {2}{3}}\cdot {\frac {1}{2}}=12.}
También, 
{\displaystyle \varphi (36)=\varphi \left(3^{2}2^{2}\right)=(3-1)3^{(2-1)}(2-1)2^{(2-1)}=2\cdot 3\cdot 1\cdot 2=12.}
Se puede comprobar manualmente que los números coprimos con 36 (o sea, que no son divisibles por 2 ni por 3) son doce: 1, 5, 7, 11, 13, 17, 19, 23, 25, 29, 31, y 35.

### Transformada de Fourier
El totiente es la transformada de Fourier discreta del mcd, evaluado en 1. Sea
{\displaystyle {\mathcal {F}}\{\mathbf {x} \}[m]=\sum \limits _{k=1}^{n}x_{k}\cdot e^{{-2\pi i}{\frac {mk}{n}}}}
donde xk = mcd(k,n) para k ∈ {1, ..., n}. Entonces
{\displaystyle \varphi (n)={\mathcal {F}}\{\mathbf {x} \}[1]=\sum \limits _{k=1}^{n}\operatorname {mcd} (k,n)e^{-2\pi i{\frac {k}{n}}}.}
La parte real de esta fórmula es
{\displaystyle \varphi (n)=\sum \limits _{k=1}^{n}\operatorname {mcd} (k,n)\cos {\tfrac {2\pi k}{n}}}
A diferencia del producto de Euler y la fórmula de la suma del divisor, esta no requiere conocer los factores de n. Sin embargo, implica el cálculo del máximo común divisor de n y todo número entero positivo menor que n, lo que es suficiente para proporcionar la factorización de todos modos.

### Suma de sus divisores
La propiedad establecida por Gauss, de que
{\displaystyle \sum _{d\mid n}\varphi (d)=n,}
donde la suma es sobre todos los divisores positivos d de n, se puede demostrar de varias maneras (véase función aritmética para conocer las convenciones de la notación).
Una prueba es notar que φ(d) también es igual al número de posibles generadores del grupo cíclico Cd; específicamente, si Cd = ⟨g⟩ con gd= 1, entonces gk es un generador para cada coprimo de k a d. Dado que cada elemento de Cn genera un subgrupo cíclico, y todos los subgrupos Cd ⊆ Cn son generados precisamente por elementos φ(d) de Cn, la fórmula es la siguiente. De manera equivalente, la fórmula se puede derivar mediante el mismo argumento aplicado al grupo multiplicativo de las raíces de unidad n-ésimas raíces de la unidad y d-ésimas primitivas.
La fórmula también se puede derivar de la aritmética elemental. Por ejemplo, sea n = 20 y considérense las fracciones positivas hasta 1 con denominador 20:
{\displaystyle {\tfrac {1}{20}},\,{\tfrac {2}{20}},\,{\tfrac {3}{20}},\,{\tfrac {4}{20}},\,{\tfrac {5}{20}},\,{\tfrac {6}{20}},\,{\tfrac {7}{20}},\,{\tfrac {8}{20}},\,{\tfrac {9}{20}},\,{\tfrac {10}{20}},\,{\tfrac {11}{20}},\,{\tfrac {12}{20}},\,{\tfrac {13}{20}},\,{\tfrac {14}{20}},\,{\tfrac {15}{20}},\,{\tfrac {16}{20}},\,{\tfrac {17}{20}},\,{\tfrac {18}{20}},\,{\tfrac {19}{20}},\,{\tfrac {20}{20}}.}
Reduciéndolas a términos mínimos:
{\displaystyle {\tfrac {1}{20}},\,{\tfrac {1}{10}},\,{\tfrac {3}{20}},\,{\tfrac {1}{5}},\,{\tfrac {1}{4}},\,{\tfrac {3}{10}},\,{\tfrac {7}{20}},\,{\tfrac {2}{5}},\,{\tfrac {9}{20}},\,{\tfrac {1}{2}},\,{\tfrac {11}{20}},\,{\tfrac {3}{5}},\,{\tfrac {13}{20}},\,{\tfrac {7}{10}},\,{\tfrac {3}{4}},\,{\tfrac {4}{5}},\,{\tfrac {17}{20}},\,{\tfrac {9}{10}},\,{\tfrac {19}{20}},\,{\tfrac {1}{1}}}
Estas veinte fracciones son todas las kd ≤ 1 positivas cuyos denominadores son los divisores d  = 1, 2, 4, 5, 10, 20. Las fracciones con 20 como denominador son aquellas con numeradores relativamente primos a 20, a saber, 120, 320, 720, 920, 1120, 1320, 1720 y 1920. Por definición, se trata de las φ(20) fracciones con denominador 20. De manera similar, hay φ(10) fracciones con denominador 10 y φ(5) fracciones con denominador 5, etc. Por lo tanto, el conjunto de veinte fracciones se divide en subconjuntos de tamaño φ(d) para cada d que divide 20. Se aplica un argumento similar para cualquier n.
La fórmula de inversión de Möbius aplicada a la fórmula de la suma del divisor da
{\displaystyle \varphi (n)=\sum _{d\mid n}\mu \left(d\right)\cdot {\frac {n}{d}}=n\sum _{d\mid n}{\frac {\mu (d)}{d}},}
donde μ es la función de Möbius, la función multiplicativa definida por {\displaystyle \mu (p)=-1} y {\displaystyle \mu (p^{k})=0} para cada primo p y k ≥ 2. Esta fórmula también se puede derivar de la fórmula del producto multiplicando {\textstyle \prod _{p\mid n}(1-{\frac {1}{p}})} para obtener {\textstyle \sum _{d\mid n}{\frac {\mu (d)}{d}}.}
Un ejemplo:
{\displaystyle {\begin{aligned}\varphi (20)&=\mu (1)\cdot 20+\mu (2)\cdot 10+\mu (4)\cdot 5+\mu (5)\cdot 4+\mu (10)\cdot 2+\mu (20)\cdot 1\\[.5em]&=1\cdot 20-1\cdot 10+0\cdot 5-1\cdot 4+1\cdot 2+0\cdot 1=8.\end{aligned}}}

## Algunos valores

Representación gráfica de los 100 primeros valores. Nótese que el límite inferior marcado por la recta y = 4n/15 no es el límite inferior de la función de manera global, sino para múltiplos de 30.

Los 99 primeros valores de la función vienen escritos en la siguiente tabla, así como gráficamente.
| {\displaystyle \varphi (n)} | +0 | +1 | +2 | +3 | +4 | +5 | +6 | +7 | +8 | +9 |
| --------------------------- | -- | -- | -- | -- | -- | -- | -- | -- | -- | -- |
| 0+                          |    | 1  | 1  | 2  | 2  | 4  | 2  | 6  | 4  | 6  |
| 10+                         | 4  | 10 | 4  | 12 | 6  | 8  | 8  | 16 | 6  | 18 |
| 20+                         | 8  | 12 | 10 | 22 | 8  | 20 | 12 | 18 | 12 | 28 |
| 30+                         | 8  | 30 | 16 | 20 | 16 | 24 | 12 | 36 | 18 | 24 |
| 40+                         | 16 | 40 | 12 | 42 | 20 | 24 | 22 | 46 | 16 | 42 |
| 50+                         | 20 | 32 | 24 | 52 | 18 | 40 | 24 | 36 | 28 | 58 |
| 60+                         | 16 | 60 | 30 | 36 | 32 | 48 | 20 | 66 | 32 | 44 |
| 70+                         | 24 | 70 | 24 | 72 | 36 | 40 | 36 | 60 | 24 | 78 |
| 80+                         | 32 | 54 | 40 | 82 | 24 | 64 | 42 | 56 | 40 | 88 |
| 90+                         | 24 | 72 | 44 | 60 | 46 | 72 | 32 | 96 | 42 | 60 |

## Teorema de Euler
El teorema de Euler establece que si a y n son números coprimos, entonces
{\displaystyle a^{\varphi (n)}\equiv 1\mod n.}
El caso especial donde n es primo se conoce como el pequeño teorema de Fermat.
Esto se deduce del teorema de Lagrange y del hecho de que φ(n) es el orden del grupo multiplicativo de enteros módulo n.
El sistema de encriptado RSA se basa en este teorema: implica que el inverso de la función a ↦ ae mod n, donde e es el exponente de cifrado (público), es la función b ↦ bd mod n, donde d, el exponente de descifrado (privado), es el inverso multiplicativo de e módulo φ(n) . La dificultad de calcular φ(n) sin conocer la factorización de n es, por lo tanto, la dificultad de calcular d: esto se conoce como el problema RSA, que se puede resolver factorizando n. El propietario de la clave privada conoce la factorización, ya que una clave privada RSA se construye eligiendo n como el producto de dos números primos grandes (elegidos al azar) p y q. Solo n se divulga públicamente y, dada la dificultad de factorizar números muy largos, se tiene la garantía de que nadie más conocerá la factorización.

## Otras fórmulas
- {\displaystyle a\mid b\implies \varphi (a)\mid \varphi (b)}
- {\displaystyle n\mid \varphi (a^{n}-1)}  ( {\displaystyle n,\ a\in \mathbb {N} }  ,  {\displaystyle a\geq 2} ) : Sea  {\displaystyle m=a^{n}-1} .  Entonces tenemos que:

{\displaystyle \qquad \operatorname {mcd} (a,m)=\operatorname {mcd} (a,a^{n}-1)=\operatorname {mcd} (a,1)=1\ \Rightarrow \ a\in \mathbb {Z} _{m}^{*}\ \Rightarrow \ <a>\,\subset \,\mathbb {Z} _{m}^{*}} . Luego, por el Teorema de Lagrange,  {\displaystyle |<a>|}  divide a  {\displaystyle |\ \mathbb {Z} _{m}^{*}\,|} .
{\displaystyle \qquad }Pero   {\displaystyle a^{k}<m}   si   {\displaystyle k<n\ \Rightarrow \ |<a>|=n} ,  y además  {\displaystyle |\ \mathbb {Z} _{m}^{*}\,|=\varphi (m)} .
{\displaystyle \qquad }Por lo tanto,   {\displaystyle n\mid \varphi (m)\ \Rightarrow \ n\mid \varphi (a^{n}-1)}
- {\displaystyle \varphi (mn)=\varphi (m)\varphi (n)\cdot {\frac {d}{\varphi (d)}}}  ,  donde   {\displaystyle d=\operatorname {mcd} (m,n)}

{\displaystyle \qquad }Nótense los casos especiales:
- {\displaystyle \varphi (2m)={\begin{cases}2\varphi (m)&{\text{ si }}m{\text{ es par}}\\\varphi (m)&{\text{ si }}m{\text{ es impar}}\end{cases}}}
- {\displaystyle \varphi \left(n^{m}\right)=n^{m-1}\varphi (n)}
- {\displaystyle \varphi (\operatorname {mcm} (m,n))\cdot \varphi (\operatorname {mcd} (m,n))=\varphi (m)\cdot \varphi (n)}

{\displaystyle \qquad \rightarrow } Compárese esto con la fórmula  {\displaystyle \operatorname {mcm} (m,n)\cdot \operatorname {mcd} (m,n)=m\cdot n}  (véanse mínimo común múltiplo (mcm) y máximo común divisor (mcd)).
- φ(n) es par para n ≥ 3. Además, si n tiene r factores primos impares distintos, 2r | φ(n)
- Para cualquier a > 1 y n > 6 tal que 4 ∤ n existe un l ≥ 2n tal que l | φ(an − 1).
- {\displaystyle {\frac {\varphi (n)}{n}}={\frac {\varphi (\operatorname {rad} (n))}{\operatorname {rad} (n)}}} ,

{\displaystyle \qquad }donde rad(n) es el radical de n (el producto de todos los primos distintos que dividen n).
- {\displaystyle \sum _{d\mid n}{\frac {\mu ^{2}(d)}{\varphi (d)}}={\frac {n}{\varphi (n)}}} [17]
- {\displaystyle \sum _{1\leq k\leq n \atop (k,n)=1}\!\!k={\tfrac {1}{2}}n\varphi (n)\quad {\text{ para }}n>1}
- {\displaystyle \sum _{k=1}^{n}\varphi (k)={\tfrac {1}{2}}\left(1+\sum _{k=1}^{n}\mu (k)\left\lfloor {\frac {n}{k}}\right\rfloor ^{2}\right)={\frac {3}{\pi ^{2}}}n^{2}+O\left(n(\log n)^{\frac {2}{3}}(\log \log n)^{\frac {4}{3}}\right)} ([18] citado en[19])
- {\displaystyle \sum _{k=1}^{n}{\frac {\varphi (k)}{k}}=\sum _{k=1}^{n}{\frac {\mu (k)}{k}}\left\lfloor {\frac {n}{k}}\right\rfloor ={\frac {6}{\pi ^{2}}}n+O\left((\log n)^{\frac {2}{3}}(\log \log n)^{\frac {4}{3}}\right)} [18]
- {\displaystyle \sum _{k=1}^{n}{\frac {k}{\varphi (k)}}={\frac {315\,\zeta (3)}{2\pi ^{4}}}n-{\frac {\log n}{2}}+O\left((\log n)^{\frac {2}{3}}\right)} [20]
- {\displaystyle \sum _{k=1}^{n}{\frac {1}{\varphi (k)}}={\frac {315\,\zeta (3)}{2\pi ^{4}}}\left(\log n+\gamma -\sum _{p{\text{ primo }}}{\frac {\log p}{p^{2}-p+1}}\right)+O\left({\frac {(\log n)^{\frac {2}{3}}}{n}}\right)}&thinsp,[20]

{\displaystyle \qquad }donde γ es la constante de Euler-Mascheroni.
- {\displaystyle \sum _{\stackrel {1\leq k\leq n}{\operatorname {mcd} (k,m)=1}}\!\!\!\!1=n{\frac {\varphi (m)}{m}}+O\left(2^{\omega (m)}\right)} ,

{\displaystyle \qquad }donde m > 1 es un entero positivo y ω(m) es el número de factores primos distintos de m.

### Identidad de Menon
En 1965, P. Kesava Menon demostró que
{\displaystyle \sum _{\stackrel {1\leq k\leq n}{\operatorname {mcd} (k,n)=1}}\!\!\!\!\operatorname {mcd} (k-1,n)=\varphi (n)d(n)} ,
donde d(n) = σ0(n) es el número de divisores de n.

### Fórmulas que involucran la proporción áurea
Schneider encontró un par de identidades que conectan la función totiente, el número áureo y la función de Möbius μ(n). En esta sección, φ(n) es la función totiente y ϕ = 1 + √52 = 1.618... es la proporción áurea.
Se tiene que:
{\displaystyle \phi =-\sum _{k=1}^{\infty }{\frac {\varphi (k)}{k}}\log \left(1-{\frac {1}{\phi ^{k}}}\right)}
y
{\displaystyle {\frac {1}{\phi }}=-\sum _{k=1}^{\infty }{\frac {\mu (k)}{k}}\log \left(1-{\frac {1}{\phi ^{k}}}\right).}
Si se restan, se obtiene
{\displaystyle \sum _{k=1}^{\infty }{\frac {\mu (k)-\varphi (k)}{k}}\log \left(1-{\frac {1}{\phi ^{k}}}\right)=1.}
La aplicación de la función exponencial a ambos lados de la identidad anterior produce una fórmula de producto infinito vinculada a e:
{\displaystyle e=\prod _{k=1}^{\infty }\left(1-{\frac {1}{\phi ^{k}}}\right)\!\!^{\frac {\mu (k)-\varphi (k)}{k}}.}
La demostración se basa en las dos fórmulas siguientes
{\displaystyle {\begin{aligned}\sum _{k=1}^{\infty }{\frac {\varphi (k)}{k}}\left(-\log \left(1-x^{k}\right)\right)&={\frac {x}{1-x}}\\{\text{y}}\;\sum _{k=1}^{\infty }{\frac {\mu (k)}{k}}\left(-\log \left(1-x^{k}\right)\right)&=x,\qquad \quad {\text{ para }}0<x<1.\end{aligned}}}

## Funciones generadoras
La serie de Dirichlet para φ(n) puede escribirse en términos de la función zeta de Riemann como:
{\displaystyle \sum _{n=1}^{\infty }{\frac {\varphi (n)}{n^{s}}}={\frac {\zeta (s-1)}{\zeta (s)}}}
donde el lado izquierdo converge para {\displaystyle \Re s>2}.
La función generadora de la serie de Lambert es
{\displaystyle \sum _{n=1}^{\infty }{\frac {\varphi (n)q^{n}}{1-q^{n}}}={\frac {q}{(1-q)^{2}}}}
que converge para | q | < 1.
Ambas fórmulas se demuestran mediante manipulaciones de series elementales y las fórmulas para φ(n).

## Tasa de crecimiento
En palabras de Hardy & Wright, el orden de φ(n) es "siempre «casi n»".
Primero
{\displaystyle \lim \sup {\frac {\varphi (n)}{n}}=1,}
pero como n tiende a infinito, para todo δ > 0
{\displaystyle {\frac {\varphi (n)}{n^{1-\delta }}}\rightarrow \infty .}
Estas dos fórmulas se pueden probar usando poco más que las fórmulas para φ(n) y la función suma de divisores σ(n).
De hecho, durante la demostración de la segunda fórmula, la desigualdad
{\displaystyle {\frac {6}{\pi ^{2}}}<{\frac {\varphi (n)\sigma (n)}{n^{2}}}<1,}
verdadera para n > 1, está probada.
También se tiene que
{\displaystyle \lim \inf {\frac {\varphi (n)}{n}}\log \log n=e^{-\gamma }.}
Aquí γ es la constante de Euler, γ = 0.577215665..., entonces eγ = 1.7810724... y e−γ = 0.56145948....
Probar esto no requiere del todo el teorema de los números primos. Dado que log log n tiende a infinito, esta fórmula muestra que
{\displaystyle \lim \inf {\frac {\varphi (n)}{n}}=0.}
Y de hecho, se comprueban más propiedades, como
{\displaystyle \varphi (n)>{\frac {n}{e^{\gamma }\;\log \log n+{\frac {3}{\log \log n}}}}\quad {\text{ para }}n\geq 3}
y
{\displaystyle \varphi (n)<{\frac {n}{e^{\gamma }\log \log n}}\quad {\text{ para infinitamente muchos }}n.}
La segunda desigualdad fue demostrada por Jean-Louis Nicolas. Ribenboim señaló que: "El método de prueba es interesante, ya que la desigualdad se muestra primero bajo el supuesto de que la hipótesis de Riemann es verdadera, y luego bajo el supuesto contrario".: 173 
Para el orden promedio, se tiene que
{\displaystyle \varphi (1)+\varphi (2)+\cdots +\varphi (n)={\frac {3n^{2}}{\pi ^{2}}}+O\left(n(\log n)^{\frac {2}{3}}(\log \log n)^{\frac {4}{3}}\right)\quad {\text{ como }}n\rightarrow \infty ,}
Este resultado, debido a Arnold Walfisz, se demostró explotando las estimaciones sobre sumas exponenciales debidas a I. M. Vinogradov y N. M. Korobov.
Mediante una combinación de los métodos de van der Corput y Vinogradov, H.-Q. Liu (Sobre la función de Euler. Proc. Roy. Soc. Edinburgh Sect. A 146 (2016), no. 4, 769–775) mejoró el término de error hasta
{\displaystyle O\left(n(\log n)^{\frac {2}{3}}(\log \log n)^{\frac {1}{3}}\right)}
(esta es actualmente la mejor estimación conocida de este tipo). La cota "Big O" representa una cantidad que está limitada por una constante multiplicada por la función de n dentro de los paréntesis (que es pequeña en comparación con n2).
Este resultado se puede usar para demostrar que la probabilidad de que dos números elegidos al azar sean primos relativos es 6π2.

## Relación entre valores consecutivos
En 1950, Somayajulu probó que
{\displaystyle {\begin{aligned}\lim \inf {\frac {\varphi (n+1)}{\varphi (n)}}&=0\quad {\text{y}}\\[5px]\lim \sup {\frac {\varphi (n+1)}{\varphi (n)}}&=\infty .\end{aligned}}}
En 1954 Schinzel y Sierpiński fortalecieron esta proposición, probando que el conjunto
{\displaystyle \left\{{\frac {\varphi (n+1)}{\varphi (n)}},\;\;n=1,2,\ldots \right\}}
es denso en los números reales positivos. También probaron que el conjunto
{\displaystyle \left\{{\frac {\varphi (n)}{n}},\;\;n=1,2,\ldots \right\}}
es denso en el intervalo (0,1).

## Números totientes
Un número totiente es un valor de la función totiente de Euler: es decir, un m para el que hay al menos un n para el que φ(n) = m. La valencia o multiplicidad de un número totiente m es el número de soluciones de esta ecuación. Un número no totiente es un número natural que no es un número totiente. Todo entero impar que exceda de 1 es trivialmente un número no totiente. También hay un número infinito de no totientes pares, y, de hecho, cada entero positivo tiene un múltiplo que es un no totiente par.
La cantidad de números totientes hasta un límite dado x es
{\displaystyle {\frac {x}{\log x}}e^{{\big (}C+o(1){\big )}(\log \log \log x)^{2}}}
para una constante C = 0.8178146....
Si se contabilizan de acuerdo con su multiplicidad, el número de números totientes hasta un límite dado x es
{\displaystyle {\Big \vert }\{n:\varphi (n)\leq x\}{\Big \vert }={\frac {\zeta (2)\zeta (3)}{\zeta (6)}}\cdot x+R(x)}
donde el término de error R es de orden como máximo de x(log x)k para cualquier k positivo.
Se sabe que la multiplicidad de m supera a mδ infinitamente a menudo para cualquier δ < 0.55655.

### Teorema de Ford
Ford (1999) demostró que para todo entero k ≥ 2 existe un número totiente m de multiplicidad k: es decir, para el cual la ecuación φ(n) = m tiene exactamente k soluciones; este resultado había sido previamente conjeturado por Wacław Sierpiński, y se había obtenido como consecuencia de la hipótesis H de Schinzel. De hecho, cada multiplicidad que se produce, lo hace infinitamente a menudo.
Sin embargo, no se conoce ningún número m con multiplicidad k = 1. La conjetura de la función totiente de Carmichael es la afirmación de que no existe tal m.

### Números totientes perfectos
Los números totientes perfectos son aquellos que son iguales a la suma de sus totientes sucesivos. Existe una familia de estos números relacionados con las potencias de tres, así como con los productos de estas potencias por algunos números primos.

## Aplicaciones

### Ciclotomía
En la última sección de las Disquisitiones, Gauss demostró que un n-ágono regular se puede construir con regla y compás si φ(n) es una potencia de 2. Si n es una potencia de un número primo impar, la fórmula para el totiente dice que su totiente puede ser una potencia de dos solo si n es una potencia primera y n − 1 es una potencia de 2. Los números primos que son uno más que una potencia de 2 se llaman números primos de Fermat y solo se conocen cinco: 3, 5, 17, 257 y 65537. Fermat y Gauss conocían estos datos, y posteriormente nadie ha podido comprobar si hay más de estos números.
Por lo tanto, un n-ágono regular tiene una construcción con regla y compás si n es un producto de números primos de Fermat distintos y cualquier potencia de 2. Los primeros n son
2, 3, 4, 5, 6, 8, 10, 12, 15, 16, 17, 20, 24, 30, 32, 34, 40,... (sucesión A003401 en OEIS).

### El criptosistema RSA
Configurar un sistema RSA implica elegir dos números primos grandes p y q, calcular n = pq y k = φ(n) y encontrar dos números e y d tales que ed ≡ 1 (mod k). Los números n y e (la "clave de cifrado") se divulgan al público y d (la "clave de descifrado") se mantiene en privado.
Un mensaje, representado por un número entero m, donde 0 < m < n, se cifra calculando S = me (mod n).
Y se descifra calculando t = Sd (mod n). El teorema de Euler se puede usar para demostrar que si 0 < t < n, entonces t = m.
La seguridad de un sistema RSA se vería comprometida si el número n pudiera factorizarse eficientemente o si φ(n) pudiera calcularse eficientemente sin factorizar n.

## Problemas no resueltos

### Conjetura de Lehmer
Si p es primo, entonces φ(p) = p − 1. En 1932 Derrick Henry Lehmer planteó la cuestión de si hay algún número compuesto n tal que φ(n)  divida a n − 1. No se conoce ninguno.
En 1933 demostró que si existe tal n, debe ser impar, sin cuadrados y divisible por al menos siete números primos (es decir, ω(n) ≥ 7). En 1980 Cohen y Hagis probaron que n > 1020 y que ω(n) ≥ 14. Además, Hagis demostró que si 3 divide a n, entonces n > 101937042 y ω(n) ≥ 298848.

### Conjetura de Carmichael
Este enunciado establece que no hay ningún número n con la propiedad de que para todos los demás números m, m ≠ n, φ(m) ≠ φ(n). Véase el teorema de Ford más arriba.
Como se indica en el artículo principal, si hay un solo contraejemplo a esta conjetura, debe haber un número infinito de contraejemplos, y el más pequeño tiene al menos diez mil millones de dígitos en base 10.

### Hipótesis de Riemann
La hipótesis de Riemann es verdadera si y solo si la desigualdad
{\displaystyle {\frac {n}{\varphi (n)}}<e^{\gamma }\log \log n+{\frac {e^{\gamma }(4+\gamma -\log 4\pi )}{\sqrt {\log n}}}}
es cierta para todo n ≥ p120569#, donde γ es la constante de Euler-Mascheroni y p120569# es el producto de los primeros 120569 números primos.